# Northbridge

Älteres Layout mit separater Northbridge

Die Northbridge (deutsch „Nordbrücke“) bezeichnet eine historische Hardwarekomponente einer PC-Hauptplatine. Traditionell war die Northbridge ein separater Chip, der sich im Gegensatz zur Southbridge dicht an der CPU befindet (im oberen, „nördlichen“ Teil der Platine), um Daten schnell transferieren zu können. Die beiden Chips (North- und Southbridge) werden zusammen als Chipsatz bezeichnet. Eine Notwendigkeit, die Northbridge als separaten Chip vorzusehen, besteht jedoch nicht mehr (Neuere Entwicklungen).
Intel bezeichnet einige seiner Northbridges als Memory Controller Hubs (MCH). Bei den Prozessoren auf Nehalem-Basis beschreibt der Begriff Uncore unter anderem die im Prozessor integrierte Northbridge-Funktionalität.

## Typische Aufgaben

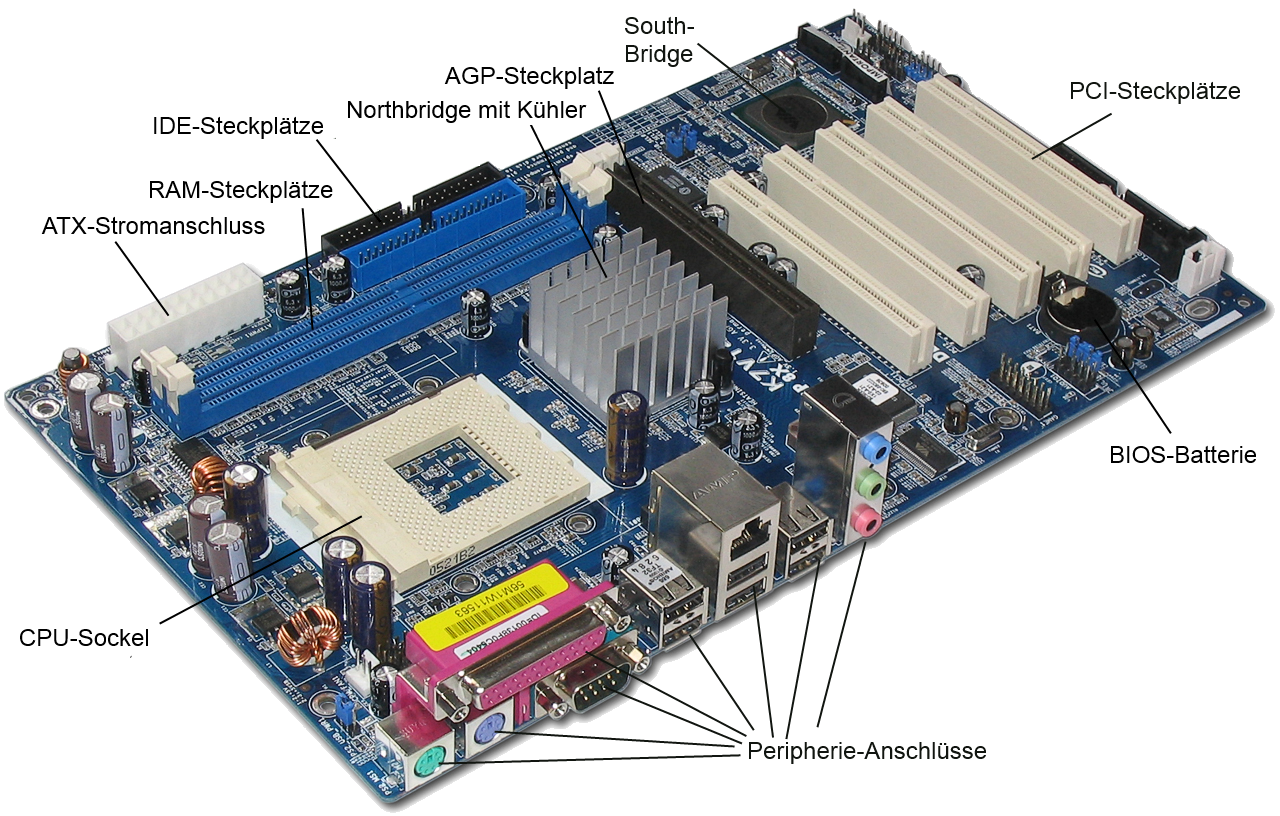
Northbridge auf einem Mainboard

Die Aufgabe der Northbridge besteht in der Synchronisierung und Steuerung von breitbandigen Datentransfers mit möglichst niedriger Latenz. Daher steht sie in der Steuerungshierarchie weit oben: So verbindet sie zum Beispiel den Hauptprozessor mit der Grafikkarte, bei älteren Mainboards ist sie auch für den Datenaustausch zwischen Hauptprozessor und Arbeitsspeicher verantwortlich, allerdings ist dies nicht mehr üblich, da der Hauptprozessor und der Arbeitsspeicher direkt über einen Integrierten Speicher Controller (Integrated Memory Controller, IMC) miteinander verbunden sind. Die weiteren Peripheriegeräte werden meist nur indirekt über eine Verbindung zur Southbridge angebunden. Durch den hohen Datendurchsatz, den eine Northbridge üblicherweise bewältigen muss, muss sie entsprechend breitbandig konzipiert und hoch getaktet sein. Daher war oft auch eine Kühlung notwendig.

### Prozessorbus
Da der Prozessorkern mit dem restlichen System kommunizieren können muss, muss eine Gegenstelle für ihn existieren, die das Busprotokoll versteht und die Datentransfers übersetzt und weiterreicht. Das ist eine der wichtigsten Aufgaben der Northbridge. Üblicherweise wird diese Verbindung als Front Side Bus (FSB) realisiert, das heißt, sie ist als Bus konzipiert, an dem auch mehrere Prozessoren teilnehmen können. Es gibt jedoch auch Entwicklungen, die statt eines Busses ein Punkt-zu-Punkt-Protokoll einsetzen, beispielsweise HyperTransport oder QPI.

### Speichercontroller
Die Northbridge enthält prinzipiell mindestens einen Speichercontroller, um den Speicher anzusteuern und dem System zur Verfügung zu stellen. Je nach Anforderungen können das mehrkanalige Controller (zum Beispiel Dual-Channel-Controller) oder andere Controller sein, um verschiedene Speichertypen zu unterstützen (zum Beispiel DDR4- und DDR5-SDRAM). Dabei können diese oftmals nur exklusiv genutzt werden (keine gemischte Bestückung).

### Anbindung der Grafikkarte
Geräte werden meist über die Southbridge angebunden, doch es gibt eine populäre Ausnahme: die Grafikkarte. Da die Verbindung zu dieser üblicherweise sehr breitbandig ausfällt, enthält meist die Northbridge die Ansteuerungslogik, in Form eines AGP- oder PCI-Express-Anschlusses oder einer integrierten Grafikeinheit. Die PCIe-x1-Steckplätze werden allerdings wiederum von der Southbridge angebunden.

### Verbindung zur Southbridge
Um weitere Geräte an das System anzubinden, wird meist die Southbridge eingesetzt. Die Verbindung zwischen North- und Southbridge wurde früher über den ISA- oder den PCI-Bus realisiert, später setzte man aus Geschwindigkeitsgründen auf proprietäre Punkt-zu-Punkt-Verbindungen. Seit dem Aufkommen von PCI-Express wird verstärkt dieser eingesetzt.

## Neuere Entwicklungen
Seit den 2000er Jahren ist die Northbridge als separater Chip auf dem Rückzug: Prozessoren wie der AMD Athlon 64 oder der Intel Core i7 integrieren aus Geschwindigkeitsgründen bereits einige oder alle Teile einer Northbridge, wodurch ein separater Chip nicht mehr notwendig ist. Obwohl dann vom Chipsatz nur noch die Southbridge übrigbleibt, spricht man auch hier von einem Chipsatz.